# 2003 QE112
2003 QE112, também escrito como 2003 QE112, é um objeto transnetuniano que está localizado no Cinturão de Kuiper, uma região do Sistema Solar. Este corpo celeste é classificado como um cubewano. Ele possui uma magnitude absoluta de 6,6 e tem um diâmetro estimado com 211 km.

## Descoberta
2003 QE112 foi descoberto no dia 26 de agosto de 2003 pelo astrônomo Marc W. Buie.

## Órbita
A órbita de 2003 QE112 tem uma excentricidade de 0,047 e possui um semieixo maior de 42,863 UA. O seu periélio leva o mesmo a uma distância de 40,854 UA em relação ao Sol e seu afélio a 44,872 UA.